# ラファエル・ナダル (小惑星)
ラファエル・ナダル (128036 Rafaelnadal) は、小惑星帯に位置する小惑星。スペインのマヨルカ天文台で発見された。
スペイン・マヨルカ島出身の男子プロテニス選手、ラファエル・ナダルに因んで命名された。